# Еуфрозина (име)
Еуфрозина је женско име грчког порекла. Потекло је из грчке митологије, то је име једне од три грације (Kharise). Има значење: весело, радосно.

## Имендани
- 1. јануар.
- 25. септембар.

## Варијације имена
- Фружина - (мађ:Fruzsina),
- Ружинка - (Ruzsinka).

## Познате личности
- Мађарска краљица Фружина - (мађ:Fruzsina magyar királyné), кијевска кнегиња, жена мађарског краља Гезе II. (мађ:II. Géza)e